# Sainte-Catherine-de-la-Jacques-Cartier
Sainte-Catherine-de-la-Jacques-Cartier – miasto w Kanadzie, w prowincji Quebec, w regionie Capitale-Nationale i MRC La Jacques-Cartier. Leży nad rzeką Jacques-Cartier. Nazwa miasta wskazuje na położenie nad tą rzeką, natomiast człon Sainte-Catherine odnosi się do Catherine Nau de La Boissière et de Fossambault pochodzącej z Nowej Francji.
Liczba mieszkańców Sainte-Catherine-de-la-Jacques-Cartier wynosi 5 021. Język francuski jest językiem ojczystym dla 96,9%, angielski dla 1,8% mieszkańców (2006).